# Supreme Allied Commander Transformation
Der Supreme Allied Commander Transformation (SACT) ist der Oberkommandierende des Allied Command Transformation der NATO in Norfolk (Virginia).

## Entstehung
Ursprünglich war das operative NATO-Oberkommando geteilt in die Aufgabenbereiche „Europa“ (Supreme Allied Commander Europe; SACEUR) und „Atlantik“ (Supreme Allied Commander Atlantic; SACLANT). Diese Trennung wurde jedoch 2003 im Zuge einer Reformation und Transformation der NATO-Kommandostruktur aufgehoben und der Posten des SACLANT aufgegeben. Infolgedessen wurde ein neuer Kommandobereich geschaffen: Supreme Allied Commander Transformation (SACT), welcher sich mit der Wandlung und Anpassung der NATO-Strukturen an neue Umstände befasst.

## Leitung
Der Posten ist mit einem General oder Admiral besetzt. Von 2003 bis 2009 war der SACT gleichzeitig der Kommandeur des US Joint Forces Command (USJFCOM) und damit ein US-Amerikaner.
Seit der Rückkehr Frankreichs in die integrierte NATO-Kommandostruktur 2009 übernimmt Frankreich den Kommandeursposten des SACT. Im September 2009 hat Général d’armée aérienne Stéphane Abrial, seit 2006 Chef des Stabes der Französischen Luftstreitkräfte, den Posten des SACT in Norfolk übernommen.
Sein Stellvertreter, der Deputy SACT (DSACT), war zunächst ein britischer, danach ein italienischer Admiral. Im Jahr 2010 übernahm erstmals ein polnischer General diese Aufgabe. Im April 2016 übernahm dann ein deutscher Admiral diesen Dienstposten. Dem SACT übergeordnet ist der Vorsitzende des NATO-Militärausschusses, der jedoch nur politische Funktion hat.

### Supreme Allied Commander Transformation
| Nr. | Name                                         | Herkunft                      | Bild | Amtsbeginn         | Amtsende           |
| --- | -------------------------------------------- | ----------------------------- | ---- | ------------------ | ------------------ |
| 9   | Amiral Pierre Vandier                        | Marine Nationale              |      | 23. September 2024 |                    |
| 8   | Général d’armée aérienne Philippe Lavigne    | Französische Luftstreitkräfte |      | 21. September 2021 | 23. September 2024 |
| 7   | Général d’armée aérienne André Lanata        | Französische Luftstreitkräfte |      | 11. September 2018 | 23. September 2021 |
| 6   | Général d’armée aérienne Denis Mercier       | Französische Luftstreitkräfte |      | 30. September 2015 | 11. September 2018 |
| 5   | Général d’armée aérienne Jean-Paul Paloméros | Französische Luftstreitkräfte |      | 28. September 2012 | 30. September 2015 |
| 4   | Général d’armée aérienne Stéphane Abrial     | Französische Luftstreitkräfte |      | 9. September 2009  | 28. September 2012 |
| 3   | General James N. Mattis                      | United States Marine Corps    |      | 9. November 2007   | 9. September 2009  |
| 2   | General Lance L. Smith                       | United States Air Force       |      | 10. November 2005  | 9. November 2007   |
| 1   | Admiral Edmund P. Giambastiani               | United States Navy            |      | 13. Juni 2003      | 19. Juni 2005      |

### Deputy Supreme Allied Commander Transformation
| Nr. | Name                       | Herkunft                   | Bild                | Amtsbeginn         | Amtsende           |
| --- | -------------------------- | -------------------------- | ------------------- | ------------------ | ------------------ |
| 8   | General Aurelio Colagrande | Italienische Luftwaffe     |                     | 11. Juli 2025      |                    |
| 8   | General Christian Badia    | Deutsche Luftwaffe         | General Chris Badia | 7. Juli 2022       | 11. Juli 2025      |
| 7   | General Paolo Ruggiero     | Italienisches Heer         |                     | 19. Juli 2019      | 7. Juli 2022       |
| 6   | Admiral Manfred Nielson    | Deutsche Marine            |                     | 24. März 2016      | 19. Juli 2019      |
| 5   | General Mirco Zuliani      | Italienische Luftwaffe     |                     | 3. September 2013  | 24. März 2016      |
| 4   | General Mieczysław Bieniek | Polnische Landstreitkräfte |                     | 29. September 2010 | 3. September 2013  |
| 3   | Admiral Luciano Zappata    | Italienische Marine        |                     | 3. Juli 2007       | 29. September 2010 |
| 2   | Admiral Mark Stanhope      | Royal Navy                 |                     | 10. Juli 2004      | 3. Juli 2007       |
| 1   | Admiral Ian Forbes         | Royal Navy                 |                     | 1. Juli 2002       | 10. Juli 2004      |